# Окачване на автомобил
Окачване на автомобила или система за окачване е комплект от части, компоненти и механизми, които играят ролята на свързващо звено между купето на автомобила и пътя. Тя е част от шасито.
Окачването изпълнява следните функции:
- Физически свързва колелата или непрекъснатите мостове към носещата система на автомобила – тяло или рамка;
- Предава на носещата система силите и моментите, възникващи от взаимодействието на колелата с пътя;
- Осигурява необходимия характер на движението на колелата спрямо тялото или рамката, както и необходимата гладкост на хода.

## Състав
Основните елементи на окачването са:
- Еластични елементи, които възприемат и предават нормални (вертикално насочени) сили на реакцията на пътя, възникващи когато колелото удря неравности;
- Водещи елементи, които определят естеството на движението на колелата и връзката им едно с друго и с носещата система, а също така предават надлъжните и страничните сили и техните моменти.
- Амортисьори, които служат за гасене на колебанията на носещата система, произтичащи от действието на пътя.

Еластичните елементи са пружини и гумено-метални връзки (тампони). Пружините биват спирални, торсионни пръти и листови ресори. Торсионните пръти представляват навити пружини, усукани около стоманен прът.
Амортисьорите са маслени и газови. Те изпълняват две функции:
 1) Забавят вертикалното движение, предизвикано от шофирането на колата по грапава повърхност, като поемат всяка по-голяма неравност по пътя.
 2) Правят спирането възможно най-гладко.

## Типове окачване
Основните групи са зависим и независим тип окачване.
Зависимо окачване е това, при което повдигането или спускането на едното колело по неравност на пътя предизвиква странично накланяне на другото колело, колелата на една ос са свързани с твърд мост (фиг. 1). Те винаги са успоредни едно на друго (или понякога имат малко отклонение, предварително определено в етапа на проектиране) и на равна повърхност са перпендикулярни на пътната повърхност (рисунката вляво). На неравна повърхност, например подутина, може да се наруши перпендикулярността на колелата на пътя (средната рисунка). При едновременен отскок на колелата перпендикулярното им положение се запазва, а се изменя само разстоянието от шасито до купето (рисунката вдясно).

При полунезависимото окачване движението нагоре-надолу на едното колело влияе в по-малка степен на положението на другото, но все пак му влияе – връзката между колелата е еластична само при вертикалното им движение.
Независимо окачване е това, при което движението на едното колело не предизвиква изменение на положението на другото. Естеството на тяхното изместване едно спрямо друго и по отношение на пътя се определя от геометрията на конкретното окачване (фиг. 2). След 2006 г. се появяват на автомобили с напълно независими системи за окачване, управлявани с компютърни програми.

## Конструкции

### Макферсон
Доста опростено окачване, което позволява повече пространство при двигателя или багажника. Еластичният елемент действа между купето и подресорните части (колелото, спирачния механизъм и елементите на окачването). Поради голямата инертност при движението на тези части задължително се използват двойно действащи телескопични амортисьори, които оказват съпротивление както при разтягане, така и при свиване, за да може по-бързо да се спре движението на макферсона нагоре и колелото да не се отделя от пътя. Осигурява добро водене на колелата спрямо пътя. Изисква по-здрави подкалници, защото цялото тегло се поема от т. нар. бомбе. Оста, около която се върти колелото при завиване е линията, която минава през шарнира на носача и лагера на тампона над пружината, където е връзката с бомбето. От наклона на тази ос зависи наклона на колелото спрямо пътя в завой, оттук и какво е контактното петно на гумата с пътя.
Когато се прави максимално завиване при автомобилите с преден задвижващ мост (предно предаване), за да се разтовари външното каре, горната част на колелото трябва да излезе навън, а долната му част влиза навътре към полуоската. Така гумата контактува с пътя по външната си част, което намалява контактната площ с пътя, но ъгъла на пречупване на карето е по-малък, защото полуоската стои по-високо откъм диференциала, а и при неравност колелото може да се спуска в завоя.
При макферсон на преден мост и задно задвижване (например БМВ) такова съображение няма и ако на такава кола се завърти волана до крайно положение, горната част на предното външно на завиването колело ще се наклони навътре. При движение това позволява да се ползва максимална контактна площ с пътя, защото в завой купето се накланя заедно с колелото и така то е вертикално на пътя. Тук при определяне на наклона на оста на въртене на макферсона се взема предвид и страничното огъване на гумата.
Наклонът на оста, около която се върти колелото при завиване всъщност е резултат от надлъжния и напречния наклон на въртене на шенкела. Шенкелът е част, общо-свързваща други части. При макферсон за долната част на шенкела е закрепен шарнирът на носача, а за горната му част е закрепена стойката, в която е поместен амортисьорът.

### Двураменно окачване
При това окачване рамената са две и това позволява по-голям диапазон на изменение на ъгъла на оста на въртене на шенкела в завой. При завиване колелото се завърта около оста на въртене на шенкела и заради надлъжния наклон на тази ос, горната част на колелото се накланя навътре. Ако към това се прибави и накланянето на купето, колелото може да се наклони още. Затова този вид окачване за предни колела е предпочитан в някои случаи, въпреки че заема повече пространство. От дължината на рамената и ъгъла, под който се намират осите им на въртене, се определя изменението на наклона на оста на въртене.

### Многоточково окачване
Представлява конструкция от няколко щанги, която позволява изменение не само на наклона на колелото, но и на сходимостта му, което подобрява стабилността в завой. Така въпреки че има повече части, многоточковото окачване осигурява отлично водене на колелото. На фиг. 5 и 6 е изобразено многоточково или така нареченото „многолостово“ задно окачване с пет лоста, по тип на направляващо устройство принадлежи към окачването с двойни напречни лостове. 

### Окачване с реактивни щанги
Използва се основно при зависимо окачване на задвижващия мост. Напречна щанга предпазва моста от странично изместване. Чрез ъгъла, под който се намират горната и долната щанга, може да се променя натиска на колелата върху пътя, когато се изменя въртящия момент към колелата.

### Окачване „Де Дион“
Използва се за задно окачване. Има срещуположни реактивни щанги и позволява при движение на колелото нагоре-надолу да не се изменя разстоянието между предните и задните колела, ако щангите са с равни дължини и са закрепени на равни разстояния от оста по радиуса на колелото. Ако обаче дължините на щангите не са равни и/или са закрепени на различно разстояние от оста по радиуса на колелото, при повдигане или спускане на колелото ще се получи завъртане на моста по вертикална ос. Резултатът е, че автомобилът може да се направлява в завой и чрез задния мост според накланяне на купето. Осигурява се много добре водене на колелата.

### Окачване с надлъжни и диагонални единични рамена
Надлъжните рамена осигуряват вертикално положение на колелата при преминаване по неравности и натоварване на автомобила с тегло (пътници, багаж), но в завой при накланяне на купето се накланят и колелата, което намалява контактната повърхност с пътя.
При диагонални рамена колелото се поддържа вертикално спрямо пътя в завой само при едно определено натоварване с тегло. Ако се натовари автомобила повече, колелата се накланят и се търкалят по вътрешната си страна. Все пак се осигурява по-добра стабилност в завой, отколкото с надлъжни рамена. Този тип окачване е доразвиват от фирмата Порше и наречен Weissuch (на люксембургски език „Бяла кърпа“).

### Торсионно окачване
Еластичният елемент е торсион – стоманен прът, който се усуква. В единия си край е захванат за купето, а в другия – за рамото на окачването. Подресорните маси са по-малко.